# La Pobla de Massaluca
La Pobla de Massaluca è un comune spagnolo di 430 abitanti situato nella comunità autonoma della Catalogna.